# Luca Masso
Luca Masso (Brussel, 17 juli 1994) is een Argentijns hockeyer die tevens de Belgische nationaliteit heeft. Hij speelt sinds 2015 voor Waterloo Ducks.

## Loopbaan
Luca Masso komt uit een sportfamilie. Zijn vader, Eduardo Masso, was een Argentijnse tennisser. Zijn moeder, Sabrina Merckx, is de dochter van voormalig wielrenner Eddy Merckx. Ook zijn oom Axel Merckx was wielrenner.
Sinds 2015 speelt hij voor Waterloo Ducks. Daarvoor speelde hij voor Royal Orée TBH.
Masso was jarenlang Belgisch jeugdinternational, maar koos uiteindelijk voor Argentinië. Met deze ploeg nam hij in 2016 deel aan de Olympische Spelen in Rio de Janeiro. In de finale wist hij een basisplaats te verzilveren in de Argentijnse ploeg en nam het hierin op tegen het Belgische hockeyteam.